# Desmoclystia mediotaeniata
Desmoclystia mediotaeniata là một loài bướm đêm trong họ Geometridae.